# Проспект Георгія Нарбута
Проспе́кт Гео́ргія На́рбута — проспект у Дніпровському районі міста Києва, пролягає біля житлових масивів Воскресенка та Північно-Броварський. Простягається від Броварського проспекту до Воскресенського проспекту та Воскресенської вулиці.
Прилучаються вулиці Віталія Шимановського та Будівельників.

## Історія
Проспект виник у середині XX століття під назвою Воскресенське шосе. 1968 року зі складу Воскресенського шосе виділили Воскресенську вулицю, іншу частину приєднали до тодішнього бульвару Перова. 1973 року виокремлено під назвою Північно-Броварський проспект. 1974 року отримав назву проспект Визволителів. 
Сучасна назва на честь українського художника-графіка Георгія Нарбута — з 2023 року.

## Установи та заклади
- № 1 — Український НДІ сталевих конструкцій ім. В. Шимановського;
- № 15 — залізнична станція Микільська Слобідка;
- № 17 — супермаркет «Фокстрот», магазин «Ельдорадо», завод "Граніт";
- № 19 — Київводоканал, департамент експлуатації водопровідних мереж Дніпровського та Деснянського районів.